# حشره‌خوار آبی مالزی
 حشره‌خوار آبی مالزی (نام علمی: Chimarrogale hantu) نام یک گونه از سرده حشره‌خوارهای آبی آسیایی است.